# 김승희 (모델)
김리예(1999년 4월 5일 ~)는 대한민국의 모델이다.

## 생애
김리예는 1999년 4월 5일 [서울특별시]에서 태어났다. 그녀의 키는 173cm이고, 소속사는 에스팀과 키이스트이다. 2014년 On Style ‘도전! 수퍼모델코리아 Guys&Girls‘ 이후 모델로 데뷔하였고 JxR ‘Element’, 검정치마 ‘Everything’, 10cm ‘폰서트’ 등 다수의 뮤직비디오에 출연하였다.

## 경력
- 2016 S/S 서울패션위크 더스튜디오케이 패션쇼 모델
- 2016 S/S 서울패션위크 로우클래식 패션쇼 모델
- 2016 S/S 서울패션위크 크레스에딤 패션쇼 모델

### 드라마
- 2020년 카카오M 로고 연애혁명 - 홍진희 역